# Сусіло Бамбанг Юдойоно
Сусіло Бамбанг Юдойоно (індонез. Susilo Bambang Yudhoyono, вимовляється /suːsiːlɵ bɑːmbɑːŋ juːdɒjɵnɵ/; нар. 9 вересня 1949) — президент Індонезії з 2004 до 2014.

## Біографія
Народився 9 вересня 1949 в заможній сім'ї аристократичного походження у Пачітані, Східна Ява. Пішовши по слідам свого батька, середнього офіцера армії, він вступив до лав збройних сил після закінчення Індонезійського військового училища в 1973. Він швидко здобув високе звання. Цьому сприяло те, що він одружився з дочкою впливового генерала. Як офіцер він мав нагоду набути цінний досвід за кордоном.
У 1991 отримав ступінь магістра у Вебстерському університеті біля Сент-Луїса, Міссурі, США. Він зрештою отримав звання доктора філософії з економіки в Боґорському сільськогосподарському інституті в 2004.
У 1995 служив головним військовим спостерігачем від Індонезії миротворчих сил ООН у Боснії і Герцеговині. Пізніше він був головою військового штабу суспільних та політичних справ.
У 2000 залишив службу в армії зі званням генерала-лейтенанта.
У 2000-2004 обіймав високі посади в уряді.
У вересні 2004 здобув перемогу на президентських виборах, набравши 64 % голосів.
Після першого року президентства громадська думка про якість керівництва та досягнення була гостро поділена. Але його політичні та економічні реформи покращили ситуацію в країні. І як результат, Сусіло Бамбанг Юдойоно став одним із найпопулярніших політиків у Індонезії. Правління Юдхойоно асоціюють зі стабільністю і економічним зростанням країни.
8 липня 2009 на президентських виборах був переобраний на другий строк.

## Життя після президентства
Після закінчення його повноважень на посаді президента Юдойоно залишався активним у політиці, був обраний на посаду лідера своєї партії у 2015 році. На президентських виборах 2019 року він підтримав Прабово Субіанто.
Він продовжував жити зі своєю дружиною Ані до її смерті 1 червня 2019 року.